# Nuoto ai campionati mondiali di nuoto 2009 - 200 metri rana maschili
La specialità dei 200 metri rana maschili ai campionati mondiali di nuoto 2009 si è svolta al complesso natatorio del Foro Italico di Roma, in Italia.
Le qualifiche per la semifinale si sono svolte la mattina del 30 luglio 2009, mentre la semifinale si è svolta la sera dello stesso giorno. La finale si è svolta la sera del 31 luglio 2009.

## Medaglie
| Posizione          | Atleta           | Paese       |
| ------------------ | ---------------- | ----------- |
|                    | Dániel Gyurta    | Ungheria    |
|                    | Eric Shanteau    | Stati Uniti |
|                    | Giedrius Titenis | Lituania    |
| Christian Sprenger | Australia        |             |

## Record
Prima di questa manifestazione il record del mondo (WR) e il record dei campionati (CR) erano i seguenti.
|  | 2'07"51 | Kōsuke Kitajima Giappone | 8 giugno 2008 Tokyo, Giappone     |
|  | 2'09"42 | Kōsuke Kitajima Giappone | 24 luglio 2003 Barcellona, Spagna |

Durante l'evento sono stati migliorati i seguenti record:
| Data      | Evento        | Atleta             | Nazione     | Tempo   | Record |
| --------- | ------------- | ------------------ | ----------- | ------- | ------ |
| 30 luglio | 9ª batteria   | Eric Shanteau      | Stati Uniti | 2'08"55 |        |
| 30 luglio | 1ª semifinale | Christian Sprenger | Australia   | 2'07"31 |        |

## Risultati batterie
| Pos. | Atleta                      | Nazionalità                   | Tempo   | Batteria | Corsia | Note |
| ---- | --------------------------- | ----------------------------- | ------- | -------- | ------ | ---- |
| 1    | Eric Shanteau               | Stati Uniti                   | 2:08.55 | 9        | 4      | CR   |
| 2    | Dániel Gyurta               | Ungheria                      | 2:08.71 | 9        | 5      |      |
| 3    | Loris Facci                 | Italia                        | 2:08.85 | 8        | 3      | NR   |
| 4    | Marco Koch                  | Germania                      | 2:09.06 | 8        | 4      |      |
| 5    | Henrique Barbosa            | Brasile                       | 2:09.22 | 7        | 4      |      |
| 6    | Yevgeniy Ryzhkov            | Kazakistan                    | 2:09.26 | 6        | 4      |      |
| 7    | Giedrius Titenis            | Lituania                      | 2:09.28 | 5        | 8      |      |
| 8    | Edoardo Giorgetti           | Italia                        | 2:09.29 | 8        | 7      |      |
| 9    | Kris Gilchrist              | Regno Unito                   | 2:09.31 | 7        | 2      |      |
| 10   | Yuta Suenaga                | Giappone                      | 2:09.33 | 8        | 5      |      |
| 11   | Hugues Duboscq              | Francia                       | 2:09.45 | 9        | 3      |      |
| 12   | Christian Sprenger          | Australia                     | 2:09.82 | 7        | 8      |      |
| 13   | Neil Versfeld               | Sudafrica                     | 2:09.86 | 9        | 2      |      |
| 14   | Grigory Falko               | Russia                        | 2:10.23 | 7        | 9      |      |
| 15   | Igor Borysik                | Ucraina                       | 2:10.39 | 7        | 7      |      |
| 16   | Brenton Rickard             | Australia                     | 2:10.54 | 7        | 5      |      |
| 17   | Naoya Tomita                | Giappone                      | 2:10.85 | 9        | 6      |      |
| 18   | Vladislav Polyakov          | Kazakistan                    | 2:11.09 | 8        | 1      |      |
| 19   | Maxim Podoprigora           | Austria                       | 2:11.17 | 6        | 5      |      |
| 20   | Chris Boe Christensen       | Danimarca                     | 2:11.41 | 6        | 2      |      |
| 21   | Richard Webb                | Regno Unito                   | 2:11.78 | 9        | 1      |      |
| 22   | Paul Kornfeld               | Canada                        | 2:11.87 | 8        | 9      |      |
| 23   | Valerii Dymo                | Ucraina                       | 2:12.08 | 6        | 6      |      |
| 24   | Johannes Neumann            | Germania                      | 2:12.12 | 7        | 6      |      |
| 25   | Jakob Jóhann Sveinsson      | Islanda                       | 2:12.39 | 5        | 4      |      |
| 26   | Scott Dickens               | Canada                        | 2:12.57 | 8        | 8      |      |
| 27   | Tales Cerdeira              | Brasile                       | 2:12.62 | 7        | 3      |      |
| 28   | Istvan Mate                 | Austria                       | 2:12.64 | 9        | 9      |      |
| 29   | William Diering             | Sudafrica                     | 2:12.84 | 8        | 2      |      |
| 30   | Andrew Bree                 | Irlanda                       | 2:12.90 | 5        | 5      |      |
| 31   | Laurent Carnol              | Lussemburgo                   | 2:13.00 | 6        | 7      |      |
| 32   | Sandeep Sejwal              | India                         | 2:13.22 | 6        | 0      |      |
| 33   | Alejandro Jacobo            | Messico                       | 2:13.37 | 6        | 9      |      |
| 34   | Slawomir Wolniak            | Polonia                       | 2:13.83 | 7        | 1      |      |
| 35   | Tomas Klobucnik             | Slovacchia                    | 2:14.33 | 5        | 2      |      |
| 36   | Tom Beeri                   | Israele                       | 2:14.59 | 9        | 0      |      |
| 37   | Slawomir Kuczko             | Polonia                       | 2:14.74 | 8        | 0      |      |
| 38   | Malick Fall                 | Senegal                       | 2:15.00 | 5        | 1      |      |
| 39   | Haciane Hocine              | Andorra                       | 2:15.37 | 6        | 1      |      |
| 40   | Gal Nevo                    | Israele                       | 2:15.49 | 4        | 3      |      |
| 41   | Carlos Almeida              | Portogallo                    | 2:15.58 | 6        | 3      |      |
| 42   | Joshua Arreguin             | Messico                       | 2:16.57 | 5        | 7      |      |
| 43   | Viet Nguyen Huu             | Vietnam                       | 2:16.85 | 4        | 5      |      |
| 44   | Guoying Zhang               | Cina                          | 2:17.07 | 6        | 8      |      |
| 45   | Eetu Karvonen               | Finlandia                     | 2:18.61 | 5        | 9      |      |
| 46   | WeiWen Wang                 | Taipei cinese                 | 2:19.55 | 4        | 4      |      |
| 47   | Dmitriy Shvetsov            | Uzbekistan                    | 2:20.14 | 3        | 1      |      |
| 48   | Jorge Mario Murillo Valdes  | Colombia                      | 2:20.53 | 5        | 3      |      |
| 49   | Dmitrii Aleksandrov         | Kirghizistan                  | 2:20.65 | 4        | 7      |      |
| 50   | Shuai Wang                  | Cina                          | 2:20.78 | 5        | 6      |      |
| 51   | Indra Gunawan               | Indonesia                     | 2:20.81 | 4        | 9      |      |
| 52   | Jinwen Mark Tan             | Singapore                     | 2:21.42 | 4        | 6      |      |
| 53   | Wael Koubrousli             | Libano                        | 2:21.65 | 4        | 8      |      |
| 54   | Daniel Velez                | Porto Rico                    | 2:22.19 | 3        | 8      |      |
| 55   | Matthew Charles Smith       | Estonia                       | 2:22.20 | 2        | 3      |      |
| 56   | Benjamin Guzman Blanco      | Cile                          | 2:22.25 | 4        | 1      |      |
| 57   | Ivan Demyanenko             | Uzbekistan                    | 2:23.95 | 3        | 3      |      |
| 58   | Edgar Crespo                | Panama                        | 2:24.08 | 4        | 0      |      |
| 59   | Agnishwar Jayaprakash       | India                         | 2:24.49 | 3        | 2      |      |
| 60   | Maximilian Siedentopf       | Namibia                       | 2:24.70 | 2        | 4      |      |
| 61   | Jia Hao Ng                  | Singapore                     | 2:25.77 | 3        | 6      |      |
| 62   | Abdulrahman Albader         | Kuwait                        | 2:26.18 | 4        | 2      |      |
| 63   | Juan Guerra                 | El Salvador                   | 2:26.19 | 3        | 4      |      |
| 64   | Eli Ebenezer Wong           | Isole Marianne Settentrionali | 2:26.83 | 3        | 9      |      |
| 65   | Mubarak Al Besher           | Emirati Arabi Uniti           | 2:28.36 | 2        | 2      |      |
| 66   | Renato Prono Fernandez      | Paraguay                      | 2:30.13 | 5        | 0      |      |
| 67   | Rainui Teriipaia            | Polinesia francese            | 2:30.75 | 3        | 7      |      |
| 68   | Pedro Luna Llamosas         | Perù                          | 2:31.76 | 3        | 0      |      |
| 69   | Diguan Pigot                | Suriname                      | 2:32.15 | 2        | 6      |      |
| 70   | Rafael Alfaro               | El Salvador                   | 2:32.74 | 2        | 5      |      |
| 71   | Timur Kartabaev             | Kirghizistan                  | 2:33.69 | 3        | 5      |      |
| 72   | Andrea Agius                | Malta                         | 2:35.06 | 2        | 1      |      |
| 73   | Hemra Nurmyradov            | Turkmenistan                  | 2:36.00 | 2        | 0      |      |
| 74   | Vincent Perry               | Polinesia francese            | 2:37.18 | 2        | 7      |      |
| 75   | K. Cheung Ho Yan            | Mauritius                     | 2:38.31 | 1        | 5      |      |
| 76   | Ian Bond Wolongkatop Nakmai | Papua Nuova Guinea            | 2:39.41 | 1        | 4      |      |
| 77   | Pablo Navarrete             | Nicaragua                     | 2:40.57 | 2        | 8      |      |
| 78   | Serdar Mopyyev              | Turkmenistan                  | 2:48.47 | 1        | 3      |      |
| 79   | Hussain Mubah               | Maldive                       | 3:10.54 | 1        | 6      |      |

## Risultati semifinale
| Pos. | Atleta             | Nazionalità | Batteria | Corsia | Tempo   | Note |
| ---- | ------------------ | ----------- | -------- | ------ | ------- | ---- |
| 1    | Christian Sprenger | Australia   | 1        | 7      | 2:07.31 | WR   |
| 2    | Eric Shanteau      | Stati Uniti | 2        | 4      | 2:07.42 |      |
| 3    | Brenton Rickard    | Australia   | 1        | 8      | 2:07.89 |      |
| 4    | Dániel Gyurta      | Ungheria    | 1        | 4      | 2:08.08 | ER   |
| 5    | Giedrius Titenis   | Lituania    | 2        | 6      | 2:08.35 |      |
| 6    | Loris Facci        | Italia      | 2        | 5      | 2:08.50 | NR   |
| 7    | Henrique Barbosa   | Brasile     | 2        | 3      | 2:08.56 |      |
| 8    | Edoardo Giorgetti  | Italia      | 1        | 6      | 2:08.63 | NR   |
| 9    | Hugues Duboscq     | Francia     | 2        | 7      | 2:09.00 |      |
| 10   | Kris Gilchrist     | Regno Unito | 2        | 2      | 2:09.01 | NR   |
| 11   | Grigory Falko      | Russia      | 1        | 1      | 2:09.36 | NR   |
| 12   | Marco Koch         | Germania    | 1        | 5      | 2:09.44 |      |
| 13   | Neil Versfeld      | Sudafrica   | 2        | 1      | 2:09.61 | NR   |
| 14   | Yuta Suenaga       | Giappone    | 1        | 2      | 2:09.70 |      |
| 15   | Yevgeniy Ryzhkov   | Kazakistan  | 1        | 3      | 2:10.15 |      |
| 16   | Igor Borysik       | Ucraina     | 2        | 8      | 2:10.82 |      |

## Risultati finale
| Pos. | Atleta             | Nazionalità | Corsia | Tempo   | Note |
| ---- | ------------------ | ----------- | ------ | ------- | ---- |
|      | Dániel Gyurta      | Ungheria    | 6      | 2:07.64 | ER   |
|      | Eric Shanteau      | Stati Uniti | 5      | 2:07.65 |      |
|      | Giedrius Titenis   | Lituania    | 2      | 2:07.80 |      |
|      | Christian Sprenger | Australia   | 4      | 2:07.80 |      |
| 5    | Brenton Rickard    | Australia   | 3      | 2:08.23 |      |
| 6    | Edoardo Giorgetti  | Italia      | 8      | 2:08.86 |      |
| 7    | Henrique Barbosa   | Brasile     | 1      | 2:09.35 |      |
| 8    | Loris Facci        | Italia      | 7      | 2:10.26 |      |